# Kultura starej Europy

Ekspansja neolityczna 7 do 5 tysiąclecia p.n.e.

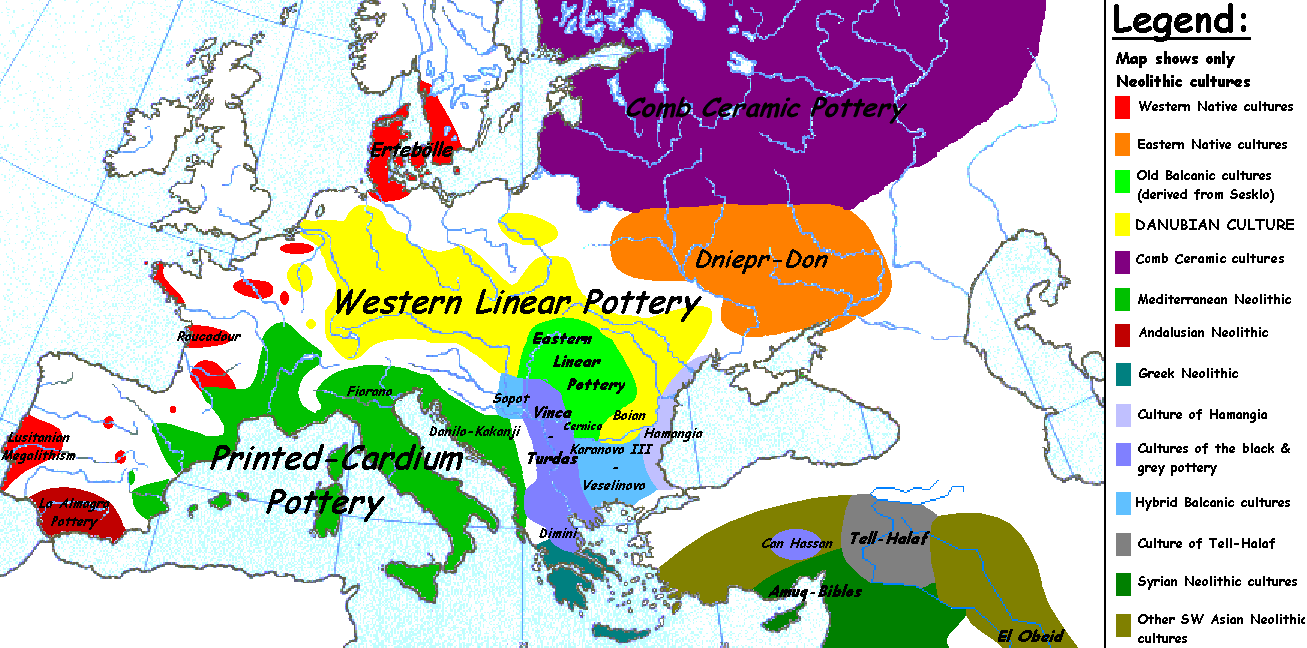
Europa ok. 4500 – 4000 p.n.e.

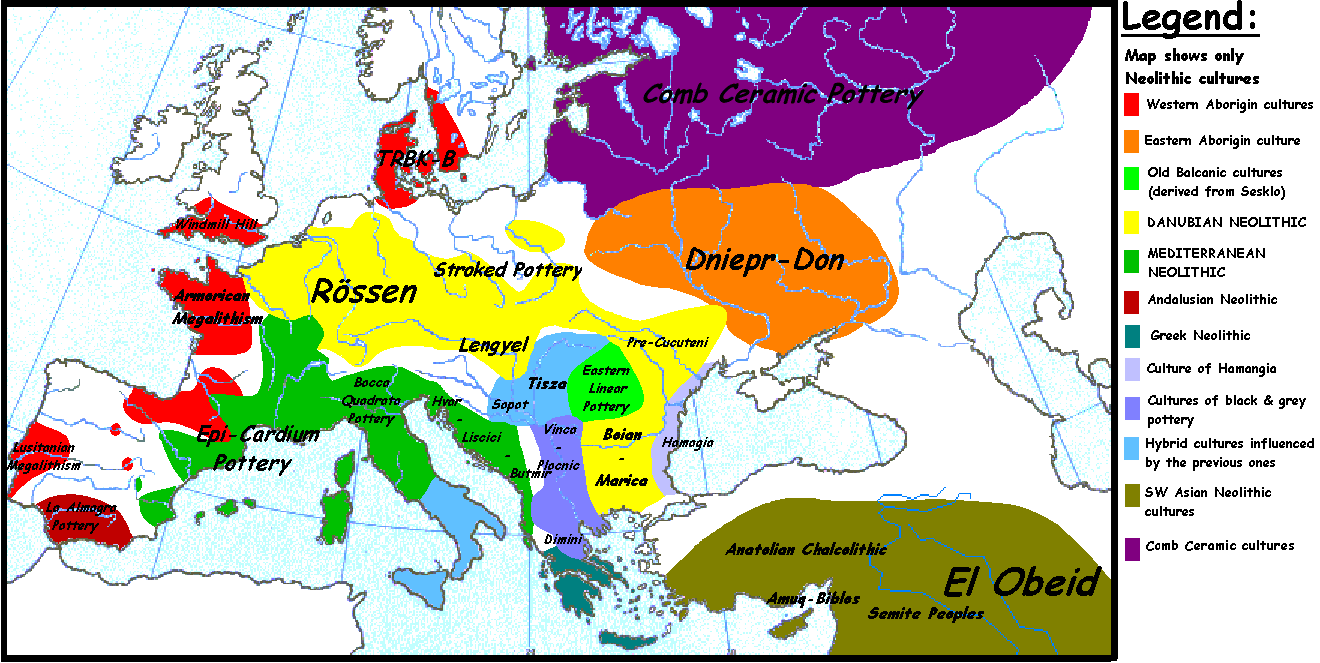
Europa ok. 4000 – 3500 p.n.e.

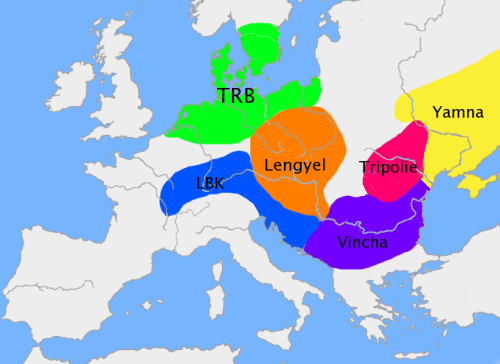
Mapa większych Staro-Europejskich kultur w późnym 4-tym tysiącleciu p.n.e. Zielony: Kultura pucharów lejkowatych (TRB). Niebieski: Kultura ceramiki wstęgowej rytej (LBK). Pomarańczowy: Kultura lendzielska. Fioletowy: Kultura Vinča. Czerwony: Kultura Cucuteni-Trypole. Żółty: zachodnia cześć kultury Yamna.

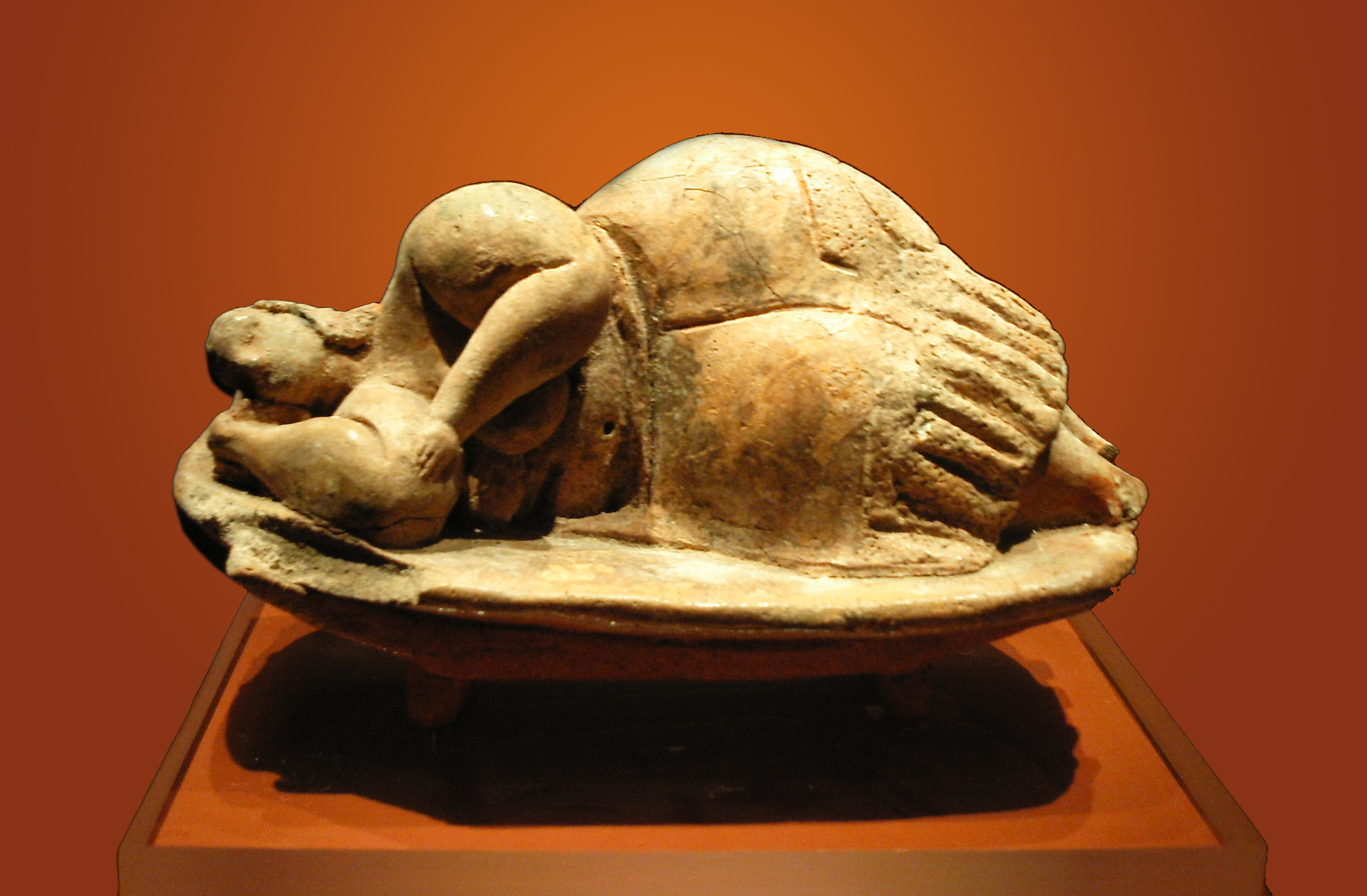
Prehistoryczna figura śpiącej kobiety (Malta)

Stara Europa – termin wprowadzony przez Mariję Gimbutas na określenie, według niej, stosunkowo jednorodnej i rozpowszechnionej neolitycznej kultury w Europie, w szczególności Malty i przedhistorycznych Bałkanów, którą mieli tworzyć użytkownicy języków przed-indoeuropejskich. 
W swojej książce (1982) The Goddesses and Gods of Old Europe: 6500–3500 B.C. (Boginie i bogowie Starej Europy: 6500–3500 p.n.e.), Gimbutas określa te kultury jako starą Europę. Archeologowie i lingwistycy pracujący w ramach jej hipotezy wskazują na dowody na zmiany związane z początkiem epoki brązu (por. teoria kurhanowa). Dlatego Gimbutas i jej współpracownicy używają określenia „Stara Europa” jako synonimu terminów „Europa neolityczna” oraz „Europa przedindoeuropejska”.

## Opis
Różne grupy na obszarze Europy neolitycznej wykazują podobieństwa. Ludzie żyli w małych, rodzinnych społecznościach, które były bardziej egalitarne niż miasta-państwa lub królestwa późniejszej epoki brązu. Gospodarka była oparta na udomowionych roślinach i zwierzętach, z udziałem zbieractwa i łowiectwa. Ceramika była produkowana ręcznie (bez koła garncarskiego). Było również wiele różnic, na przykład osady w południowo-wschodniej Europie miały około 3000–4000 mieszkańców i były silnie fortyfikowane (np. Sesklo w Grecji), a w Anglii przeważały małe (50–100 osób) i bardzo mobilne grupy pasterskie.
Gimbutas badała okres neolityczny w celu zrozumienia przemian kulturowych na terenie południowych Bałkanów w tym okresie. Według niej, w osiadłych wioskach południowych Bałkanów, społeczeństwo było pokojowe, zorganizowane matriarchalnie, i z boginiami w centrum religii. Kontrastuje ona z późniejszą kulturą związaną z posługiwaniem się językami indoeuropejskimi: wojowniczym, wędrownym i patriarchalnym, z męskimi bogami w centrum religii. Używając poszlak z ceramiki, rzeźby i (bardziej kontrowersyjnie) folkloru, Gimbutas wprowadziła nową dziedzinę badań: archeomitologię. Na tej podstawie wyprowadza hipotezę o stosunkowej jednorodności kultury neolitycznej Europy i kontrastuje ją z późniejszymi cechami indoeuropejskimi.
Gimbutas wskazuje również, że niektóre etnonimy odnoszone są od dawna do społeczności przed ekspansją języków indoeuropejskich, a te wywodziły się z wcześniejszych staro-europejskich kultur: Pelazgowie, twórcy kultury minojskiej, Lelegowie, mieszkańcy Iberii, Etruskowie i Baskowie. Również dwa z trzech przed-greckich narodów Sycylii (Sykanowie i Elymianie) prawdopdobnie mówili językami nieindoeuropejskimi. Gimbutas wskazuje na podobieństwa symboli na garnkach i innych przedmiotach i postuluje, że wspólny język mógł być używany w Starej Europie. (Idea wspólnego językowego substratu przedindoeuropejskiego nie jest całkowicie nowa.)

## Literatura
- Bellwood, Peter. (2001). "Early Agriculturalist Population Diasporas? Farming, Languages, and Genes." Annual Review of Anthropology. 30:181-207.
- Bellwood, Peter. (2004). First Farmers: The Origins of Agricultural Societies. Blackwell Publishers. ISBN 0-631-20566-7
- Childe, V. Gordon. (1926). The Aryans: A Study of Indo-European Origins. London: Paul, Trench, Trubner.
- Gimbutas, Marija (1982). The Goddesses and Gods of Old Europe: 6500–3500 B.C.: Myths, and Cult Images Berkeley: University of California Press. ISBN 0-520-04655-2
- Gimbutas, Marija (1989). The Language of the Goddess. Harper & Row, Publishers. ISBN 0-06-250356-1.
- Gimbutas, Marija (1991). The Civilization of the Goddess. SanFrancisco: Harper. ISBN 0-06-250337-5.
- Renfrew, Colin. (1987). Archaeology and Language. London: Jonathan Cape. ISBN 0-521-38675-6.
- Renfrew, Colin (2003) Time Depth, Convergence Theory, and Innovation in Proto-Indo-European, w Languages in Prehistoric Europe, isbn = 3-8253-1449-9.